# Niederer Fläming (település)
Niederer Fläming település Németországban, azon belül Brandenburgban. Lakosainak száma 3016 fő (2023. december 31.).

## Népesség
A település népességének változása:
| Lakosok száma | 3214 | 3086 | 3058 | 3037 | 3036 | 3016 |
|               | 2014 | 2017 | 2019 | 2021 | 2022 | 2023 |